# Stockard Channing

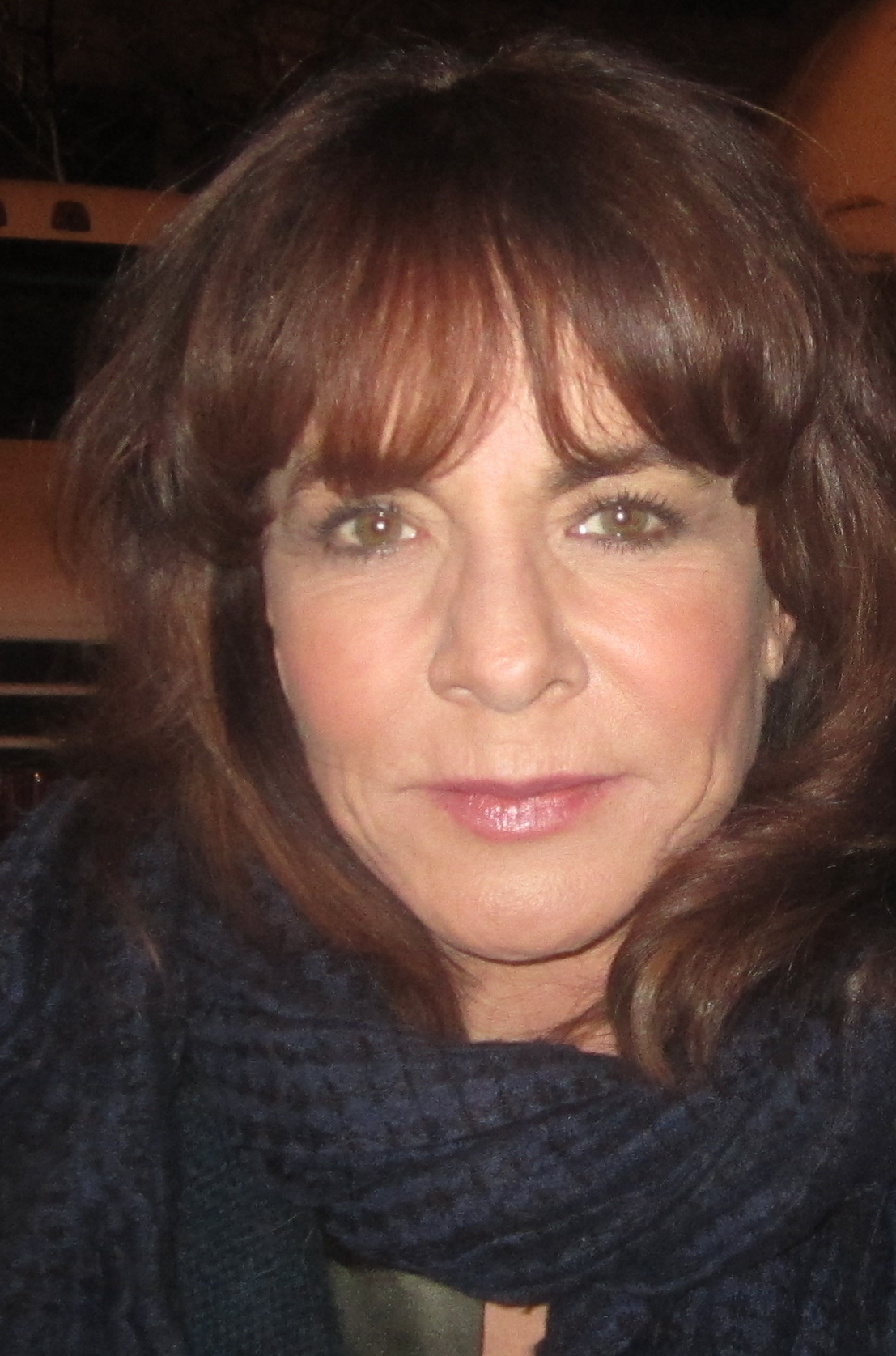
Stockard Channing (2011)

Stockard Channing (* 13. Februar 1944 in New York City als Susan Antonia Williams Stockard) ist eine US-amerikanische Theater- und Filmschauspielerin. Sie wurde im Laufe ihrer Karriere u. a. mit dem Emmy und dem Tony Award ausgezeichnet und für den Oscar nominiert. Zu ihren bekanntesten Rollen zählen Betty Rizzo im Musicalfilm Grease (1978) und Abbey Bartlet in der Serie The West Wing – Im Zentrum der Macht (1999–2006).

## Leben

### Privatleben
Stockard Channing wurde als Susan Antonia Williams Stockard in New York geboren. Sie hat eine ältere Schwester, Leslie Smith, die später in der Politik Karriere machte und Bürgermeisterin von Palm Beach wurde. Ihr Vater Lester war ein erfolgreicher Geschäftsmann, der mit seiner Familie viel reiste. Er starb an Krebs, als seine jüngste Tochter fünfzehn Jahre alt war. Susan Stockard besuchte das Radcliffe College sowie die Harvard-Universität in Cambridge, wo sie 1967 in Amerikanischer Geschichte und Literatur den Abschluss als Bachelor of Arts mit der Auszeichnung summa cum laude machte.
Gemäß dem Wunsch ihrer Mutter heiratete sie 1963 den Künstler und Geschäftsmann Walter Channing, der nach Ansicht von Mary Alice Stockard für ihre Tochter eine standesgemäße Partie war. Nach ihrer Scheidung 1967 kreierte sie aus ihrem Geburtsnamen und dem Nachnamen ihres Mannes ihren Künstlernamen Stockard Channing.
1970 heiratete sie Paul Schmidt, einen Schauspieler, Dramatiker und Professor, von dem sie sich 1976 wieder scheiden ließ. Noch im selben Jahr heiratete die Schauspielerin zum dritten Mal. Die Ehe mit dem Drehbuchautor und Produzenten David Debin endete 1980. Nur wenige Monate nach der Scheidung ging Stockard Channing ihre vierte Ehe mit dem Geschäftsmann David Rawle ein. Auch diese Ehe endete 1988 mit einer Scheidung. Ab Anfang der 1990er Jahre war Channing mit Daniel Gillham liiert, der 2014 verstarb. Mit ihm lebte sie in Maine, verbrachte aufgrund ihrer Arbeit jedoch viel Zeit in New York und Los Angeles.

### Karriere

#### Theater
Bereits während des Studiums entdeckte Stockard Channing ihre Leidenschaft für die Schauspielerei und beteiligte sich an zahlreichen Theaterproduktionen der Universität. Nach ihrem Abschluss spielte sie einige Jahre erfolgreich am Theater in Boston.
Danach trat die Schauspielerin am Broadway auf und konnte sich dort bald etablieren. Zu den erfolgreichsten Rollen zählte die Rolle der Sheila in Joe Egg. Für die Verkörperung der Mutter eines geistig behinderten Mädchens wurde Stockard Channing 1985 mit einem Tony Award ausgezeichnet. Auch ihre Darstellung der geschwätzigen Geliebten Bunny Flingus in The House of Blue Leaves oder der Susan, die in Woman in Mind einen Nervenzusammenbruch erleidet, wurde von Kritikern gelobt und vom Publikum gefeiert. Die für die Schauspielerin selbst wichtigste Rolle verkörperte sie Mitte der 1980er Jahre. Der Charakter Ouisa Kettridge, den sie in John Guares Bühnenstück Six Degrees Of Separation in der New Yorker Produktion und in der Londoner Produktion verkörperte, begleitete Stockard Channing bis 1993, als sie die Matronin aus der reichen Upper East Side in der Verfilmung Das Leben – Ein Sechserpack erneut darstellte. Sie selbst beschrieb die Arbeit an dem Stück mit folgenden Worten:

“Well, I'd have to say that Six Degrees was probably the most important time for me.[…] That period was one of the best times of my life.”

„Nun, ich muss sagen, dass Six Degrees wahrscheinlich die wichtigste Zeit für mich war.[…] Dieser Abschnitt war eine der besten Zeiten in meinem Leben“

Neben ihrer Arbeit in Film- und Fernsehproduktionen steht die Schauspielerin immer wieder am Broadway und anderen Theatern auf der Bühne. 1999 spielte sie die Eleonore von Aquitanien an der Seite von Laurence Fishburne als Heinrich II. in dem Theaterstück The Lion in Winter von James Goldman. In der Spielzeit 2008/09 war sie als reiche Witwe Vera Simpson, die sich über ihre Einsamkeit mit einem jungen Liebhaber hinwegzutrösten versucht, in einer Neuauflage des Klassikers Pal Joey zu sehen.

#### Film und Fernsehen
Nach ihren ersten Auftritten 1969 in der Sesamstraße erhielt Stockard Channing kleinere Rollen in verschiedenen Filmen. 1973 bekam sie ihre erste Hauptrolle in dem Fernsehfilm The Girl Most Likely to…. Darin spielte sie neben Joan Rivers eine hässliche junge Frau, die sich nach einer Schönheitsoperation an allen rächt, die sich vorher über sie lustig gemacht haben. Ihren Durchbruch hatte sie jedoch erst 1975. An der Seite von Warren Beatty und Jack Nicholson spielte sie in Mitgiftjäger, einem Film von Mike Nichols. Für ihre Darstellung der überkandidelten Tochter aus reichem Hause, die mit zwei Gaunern unterwegs ist, wurde Stockard Channing mit dem Golden Globe Award als beste Nachwuchsdarstellerin ausgezeichnet.
Ein weiterer wichtiger Meilenstein für ihre Karriere war die Rolle der Betty Rizzo in der Verfilmung des Musicals Grease. Zu diesem Zeitpunkt war Stockard Channing bereits 34 Jahre alt. Dennoch konnte sie als cooler Teenager überzeugen und erlangte so internationale Bekanntheit. Nach Grease folgten zwei nicht sehr erfolgreiche Sitcoms, „Stockard Channing in Just Friends“ (1979) und „The Stockard Channing Show“ (1980). Produzent war ihr Ehemann Debin, mit dem sie später ihre eigene Produktionsfirma Little Bear Production gründete. 1986 übernahm sie für Mike Nichols eine Nebenrolle in Sodbrennen an der Seite von Meryl Streep und Jack Nicholson.
Für ihre Leistung in der Verfilmung des gleichnamigen Theaterstücks Six Degrees of Separation wurde die Schauspielerin 1994 für einen Oscar als beste Schauspielerin nominiert. Es folgten Rollen in verschiedenen Filmen, unter anderem in To Wong Foo, Der Club der Teufelinnen, Zauberhafte Schwestern und Wo dein Herz schlägt.
1999 übernahm Stockard Channing die Rolle der First Lady Abigail 'Abby' Bartlet in der Fernsehserie The West Wing – Im Zentrum der Macht. Aus ihrer Gastrolle wurde bald ein fester Bestandteil der Serie, 2002 erhielt sie einen Emmy für ihre Leistung. Mit einem weiteren Emmy wurde sie für die Darstellung der Judy Shepard in der Miniserie Die Matthew Shepard Story ausgezeichnet.
Weitere Rollen folgten, so spielte sie zum Beispiel Klara Hitler in der internationalen Produktion Hitler – Aufstieg des Bösen. Neben Kate Hudson, Naomi Watts, Sam Waterston und Glenn Close spielte Channing 2003 in der Liebeskomödie Eine Affäre in Paris von James Ivory. Für Regisseur Woody Allen verkörperte sie im selben Jahr in Anything Else die Mutter von Christina Ricci, die bei dieser und deren Freund, gespielt von Jason Biggs, einzieht und das Leben des jungen Paares so noch weiter verkompliziert.
Im Jahr 2005 übernahm Channing erneut eine Hauptrolle in einer Fernsehserie. In der Comedyserie Out of Practice verkörperte sie eine Chirurgin und die Ex-Frau von Henry Winkler. Die Serie wurde mangels Zuschauern noch vor Ausstrahlung aller produzierten Folgen eingestellt. Für ihre Rolle wurde Stockard Channing jedoch nachträglich noch mit einer Emmy-Nominierung bedacht.
Im selben Jahr spielte die Schauspielerin die Mutter eines Pornodarstellers in dem AIDS-Aufklärungsfilm 3 Needles. Zusammen mit ihren Kollegen Olympia Dukakis, Shawn Ashmore, Lucy Liu machte sie bei der Premiere des Films sowie Aufführungen Werbung für Kampagnen gegen die Immunerkrankung.

## Filmografie (Auswahl)
- 1971: Hospital (The Hospital)
- 1972: Sandkastenspiele (Up the Sandbox)
- 1975: Mitgiftjäger (The Fortune)
- 1976: Die haarsträubende Reise in einem verrückten Bus (The Big Bus)
- 1978: Der Schmalspurschnüffler (Cheap Detective)
- 1978: Grease
- 1983: An einem Morgen im Mai
- 1986: Sodbrennen (Heartburn)
- 1987: Das Cello von oben (The Room Upstairs)
- 1990: Applejuice (Meet the Applegates)
- 1991: Dinner für Sechs – Woodstock meets Wallstreet (Married to It)
- 1993: Das Leben – Ein Sechserpack (Six Degrees of Separation)
- 1995: Smoke
- 1995: To Wong Foo, thanks for Everything, Julie Newmar
- 1996: Der Club der Teufelinnen (The First Wives Club)
- 1996: Aus nächster Nähe (Up Close & Personal)
- 1996: Moll Flanders
- 1998: Lulu on the Bridge (nur Stimme)
- 1998: Zauberhafte Schwestern (Practical Magic)
- 1998: Im Zwielicht (Twilight)
- 1998: Baby Blues (The Baby Dance)
- 1999–2006: The West Wing – Im Zentrum der Macht (The West Wing, Fernsehserie, 57 Episoden)
- 2000: Wo dein Herz schlägt (Where the Heart Is)
- 2000: Isn’t she great
- 2001: Behind the Red Door – Das verlorene Paradies (Behind the Red Door)
- 2001: The Business of Strangers
- 2002: Die Matthew Shepard Story
- 2002: Leben oder so ähnlich (Life or Something Like It)
- 2003: Hitler – Aufstieg des Bösen (Hitler: The Rise of Evil)
- 2003: Eine Affäre in Paris (Le Divorce)
- 2003: Anything Else
- 2004: A Girl’s Thing, Girls In The City, Reine Frauensache
- 2005: Frau mit Hund sucht … Mann mit Herz (Must love Dogs)
- 2005: 3 Needles
- 2005–2006: Out of Practice – Doktor, Single sucht … (Out of Practice, Fernsehserie, 21 Episoden)
- 2007: Sparkle
- 2009: The Cleveland Show (Fernsehserie, Stimme)
- 2010: Multiple Sarcasms
- 2011: Sundays at Tiffany’s
- 2012–2016: Good Wife (The Good Wife, Fernsehserie, 12 Episoden)
- 2016: Detective Laura Diamond (The Mysteries of Laura, Fernsehserie, 2 Episoden)
- 2016: Me & Mean Margaret (Fernsehfilm)
- 2024: Knuckles

## Auszeichnungen
- 1979: Golden Globe Award als Beste Nachwuchsdarstellerin für Mitgiftjäger
- 1985: Tony Award als Beste Hauptdarstellerin für Joe Egg
- 1994:
  - Nominierung für den Oscar als Beste Hauptdarstellerin für Six Degrees of Separation
  - Nominierung für den Golden Globe Award als Beste Hauptdarstellerin in einer Komödie oder Musical für Six Degrees of Separation
- 1996:
  - Nominierung für den Screen Actors Guild Award als Beste Nebendarstellerin für Smoke
  - Nominierung für den Satellite Award als Beste Nebendarstellerin (Drama) für Moll Flanders
- 1997: Nominierung für den Screen Actors Guild Award als Beste Darstellerin in einem Fernsehfilm für An Unexpected Family
- 1999:
  - Nominierung für den Independent Spirit Award als Beste Nebendarstellerin für Baby Blues
  - Nominierung für den Screen Actors Guild Award als Beste Darstellerin in einem Fernsehfilm für Baby Blues
- 2001: Nominierung für den Screen Actors Guild Award als Beste Darstellerin in einem Fernsehfilm für The Truth About Jane
- 2002:
  - Emmy Award als Beste Nebendarstellerin in einer Dramaserie für The West Wing
  - Nominierung für den Screen Actors Guild Award als Beste Darstellerin in einer Fernsehserie – Drama für The West Wing
  - Screen Actors Guild Award als Bestes Ensemble für The West Wing
  - Nominierung für den Satellite Award als Beste Darstellerin in einer Mini-Serie oder einem Fernsehfilm für The Matthew Shepard Story
- 2003:
  - GLAAD Media Award – Golden Gate Award
  - Screen Actors Guild Award als Beste Darstellerin in einem Fernsehfilm für The Matthew Shepard Story
  - London Critics’ Circle Film Award als Beste Schauspielerin für The Business of Strangers
- 2004: Nominierung für den Screen Actors Guild Award als Beste Darstellerin in einer Fernsehserie – Drama für The West Wing
- 2006: Nominierung für den Emmy Award als Hauptdarstellerin in einer Comedyserie für Out of Practice